# همه ما سقوط می‌کنیم (فیلم ۲۰۰۰)
همه ما سقوط می‌کنیم (به انگلیسی: We All Fall Down) فیلمی محصول سال ۲۰۰۰ و به کارگردانی مارتین کامینز است. در این فیلم بازیگرانی همچون دریسی بلشر، مارتین کامینز، هلن شیور، فرانسیس رابرتسون، نیکلاس کمبل، رنی اوبرژنوا، بری پپر، مایک دوپود و رایان رینولدز ایفای نقش کرده‌اند.